# Bucja
Bucja (Butia (Becc.) Becc.) – rodzaj roślin z rodziny arekowatych pochodzący z Ameryki Południowej. Należy do niego 20 gatunków. Rośliny te występują w Brazylii, Urugwaju oraz Argentynie.

## Morfologia
Mają krótką i grubą kłodzinę, grube, łukowato wygięte i pierzaste liście o długości od dwóch do czterech metrów. Pomiędzy liśćmi pojawiają się zebrane w dużą wiechę kremowe lub purpurowe i pachnące kwiaty. Pąki kwiatowe otoczone są bardzo długimi sztywnymi liśćmi przykwiatowymi. Dojrzałe owoce są soczyste łykowate i mają twardy miąższ z jednym nasieniem wewnątrz. Do rodzaju tego należy jeden z bardziej mrozoodpornych gatunków Butia capitata, tolerująca spadki temperatury do -12C°.

## Systematyka

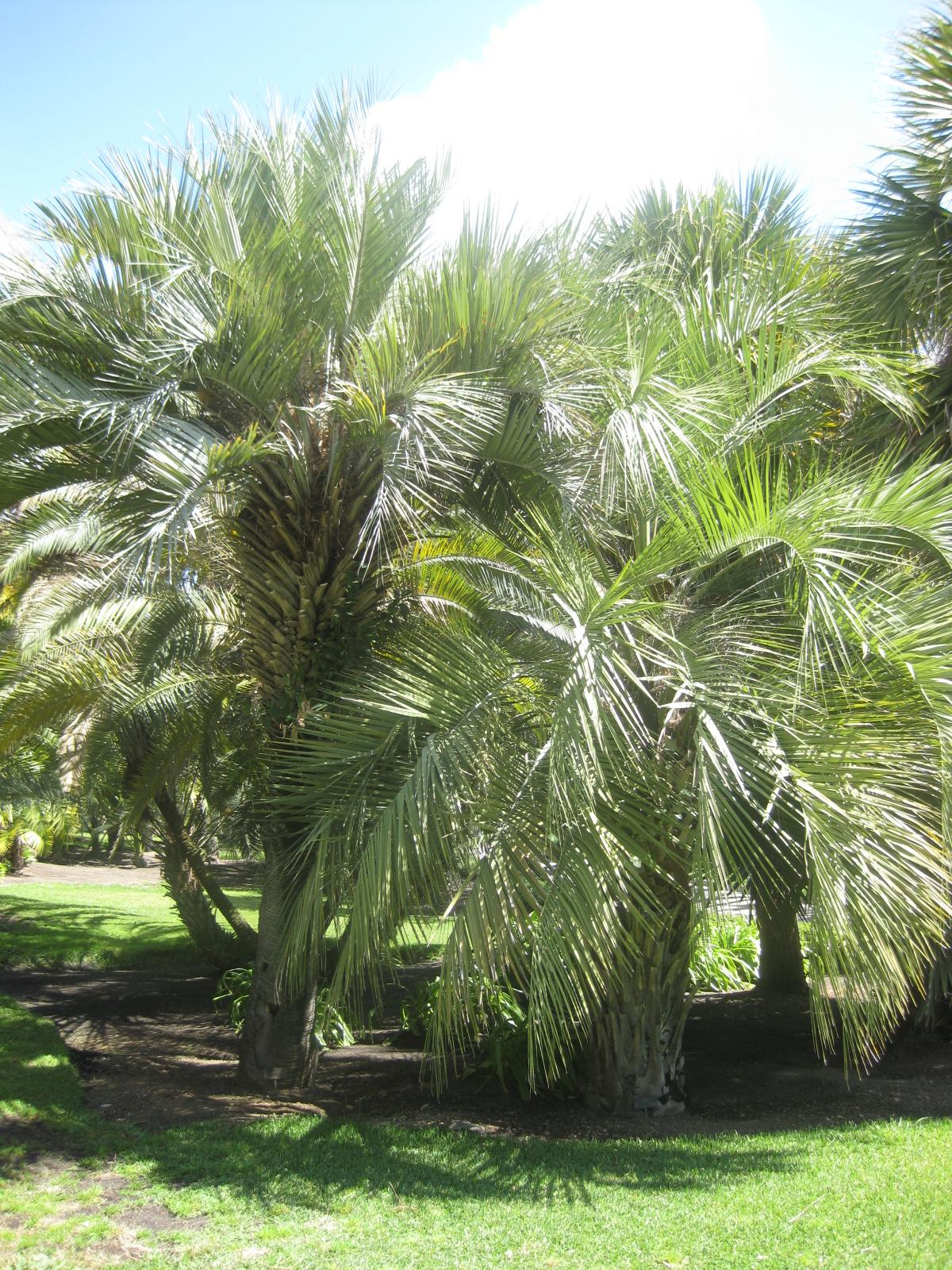
Butia bonneti

Rodzaj z rodziny arekowatych (Arecaceae) z rzędu arekowce (Arecales). W obrębie rodziny należy do podrodziny Arecoideae, plemienia Cocoseae i podplemienia Attaleinae.
Wykaz gatunków
- Butia archeri (Glassman) Glassman
- Butia campicola (Barb.Rodr.) Noblick
- Butia capitata (Mart.) Becc. – bucja główkowa[7]
- Butia catarinensis Noblick & Lorenzi
- Butia eriospatha (Mart. ex Drude) Becc.
- Butia exilata Deble & Marchiori
- Butia exospadix Noblick
- Butia lallemantii Deble & Marchiori
- Butia lepidotispatha Noblick
- Butia leptospatha (Burret) Noblick
- Butia marmorii Noblick
- Butia matogrossensis Noblick & Lorenzi
- Butia microspadix Burret
- Butia missionera Deble & Marchiori
- Butia odorata (Barb.Rodr.) Noblick
- Butia paraguayensis (Barb.Rodr.) L.H.Bailey
- Butia pubispatha Noblick & Lorenzi
- Butia purpurascens Glassman
- Butia stolonifera (Barb.Rodr.) Becc.
- Butia yatay (Mart.) Becc.

## Zastosowanie
Z roślin tego rodzaju uzyskuje się jadalne owoce, które są wykorzystywane do produkcji alkoholu.